# Carl August Hagberg
Carl August Hagberg, född 7 juli 1810 i Lund, död där 8 januari  1864, var en svensk professor vid Lunds universitet i estetik och moderna språk 1840–1858 och i nordiska språk från 1859. Han var ledamot av Svenska Akademien 1851–1864, stol nummer 7. Han var son till Carl Peter Hagberg och bror till Jacob Theodor Hagberg. Uppmärksammad för en akademisk fejd med Carl Jonas Love Almquist.

## Biografi
Hagberg blev 1826 student vid Uppsala universitet, filosofie magister 1830 och docent i grekiska 1833. En frukt av hans grekiska studier var några översättningar av Aristofanes komedier. En viss uppmärksamhet väckte han med sitt angrepp på Carl Jonas Love Almqvist i Bref till ett äldre fruntimmer om Azouras Lazuli Tintomara och Ramido Marinesco, en tidningsartikel i Uppsala-correspondenten. Han ställde sig därmed i spetsen för en ny litterär generation som tog avstånd från den romantiska esteticismen som tidigare härskat. Hagberg företog 1835–1836 en bildningsresa till Tyskland och Frankrike. Hans skildringar därifrån utgavs 1927 under titeln Resa i Europa på 1830-talet. Av särskild betydelse för hans fortsatta författarskap blev vistelsen i Paris. Om de litterära intryck han där mottog, vittnar Om den nya fransyska vitterheten i Skandia 1836–1837.
Efter hemkomsten försökte Hagberg sig på ett realistiskt författarskap i Walter Scotts stil. Han tryckte 1838 del 1 av den för sin tid märkliga romanen Ett borgarhus på Köpmangatan för 30 år sedan, men utgav den aldrig. 1840 erhöll han den Norbergska professuren i estetik och moderna språk i Lund efter en uppseendeväckande befordringsstrid, där även Almquist deltog. Under några år (1841–1845) utövade han med kraft och insikt litterär kritik i tidskriften Studier, kritiker och notiser. Under 1840-talet utförde Hagberg sitt livs storverk, nämligen översättningen av William Shakespeares samlade dramer, vilka utgavs 1847–1851. I vissa fall byggde Hagbergs översättningar dock mycket på de enstaka försök som Johan Henrik Thomander gjort ett antal år tidigare.
Efter fullbordandet av detta verk åtog sig Hagberg det mödosamma arbetet med Svenska Akademiens ordbok och utbytte i samband med detta sin professur mot en annan nyinrättad i nordiska språk. Han blev 1851 ledamot av Svenska Akademien.

Generellt var Hagberg en förespråkare för engelsk och fransk litteratur i en tid då de svenska universiteten stod under starkt tyskt inflytande. Som ung gjorde han en bildningsresa till bland annat Paris där han åhört föreläsningar vid Sorbonne och umgicks med några av tidens franska kulturpersonligheter. Han var en mycket flitig forskare och skribent, och sin tids främste talare vid universitetet. Bland annat uppdrogs åt honom att författa det officiella programmet vid invigningen av Esaias Tegnérs staty 1853. Hagberg var också proinspektor för Smålands nation, Lund 1862–1863.

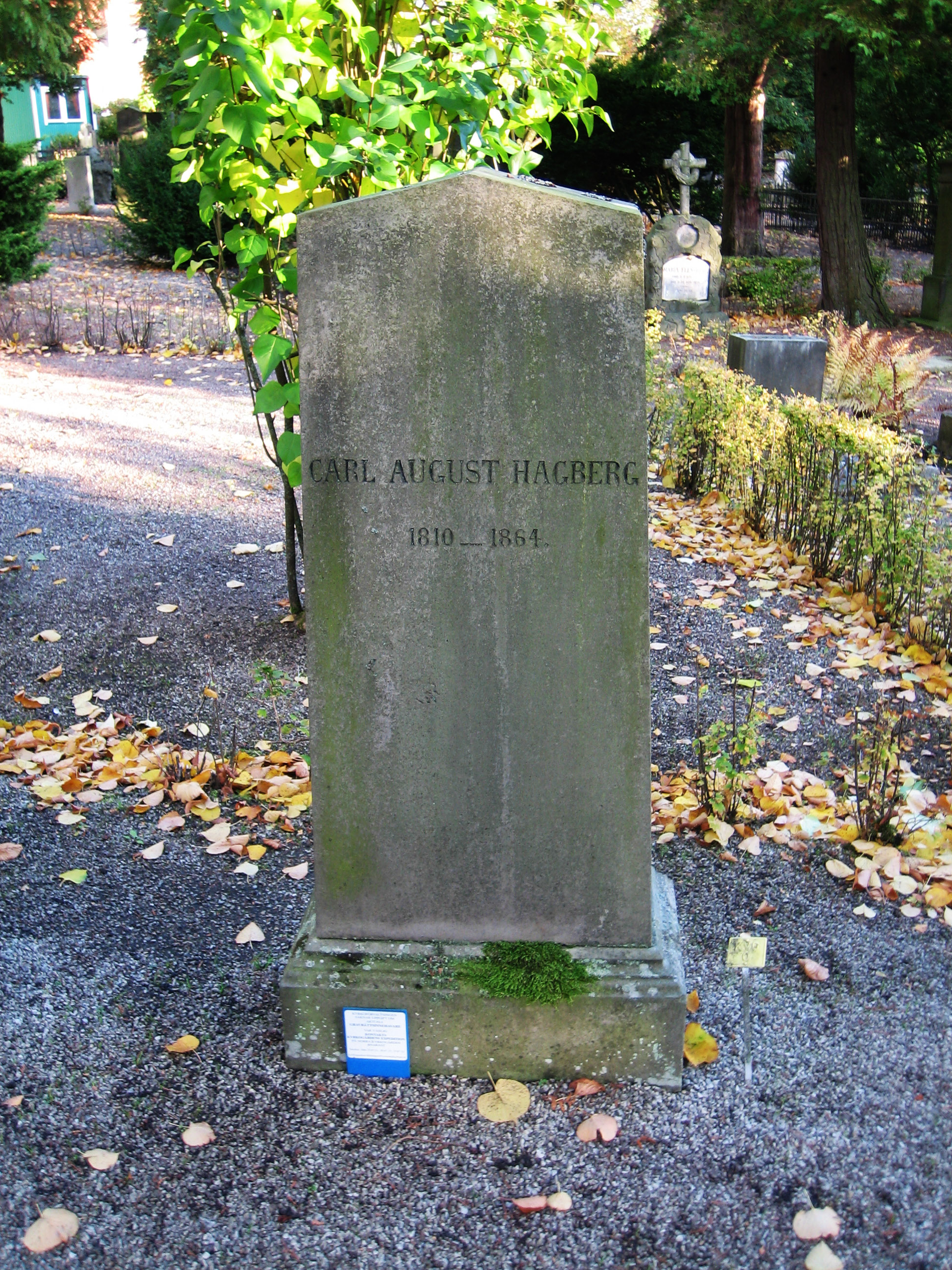
Carl August Hagbergs grav på Östra kyrkogården i Lund.

Hagberg efterträddes som professor i nordiska språk av Theodor Wisén. Carl August Hagberg ligger begravd på Östra kyrkogården i Lund.

### Shakespeareöversättningar
- Shakspere's dramatiska arbeten / öfversatta af Carl August Hagberg. Lund: Gleerups. 1847–1851. Libris 516689
- Shakspere's dramatiska arbeten / öfversatta af Carl August Hagberg. Lund: Gleerups. 1861
  -  Band 1, En midsommarnattsdröm ; Coriolanus ; Hamlet, prins af Danmark. Libris 10236410. https://litteraturbanken.se/f%C3%B6rfattare/ShakespeareW/titlar/ShakspeareF%C3%B6rstaBandet/faksimil?om-boken
  -  Band 2, Mycket väsen för ingenting ; Två ungherrar från Verona ; Konung Johan. Libris 10236419. https://litteraturbanken.se/f%C3%B6rfattare/ShakespeareW/titlar/ShakspeareAndraBandet/faksimil?om-boken
  -  Band 3, Konung Richard den andre ; Konung Henrik den fjerde, förra delen ; Konung Henrik den fjerde, sednare delen. Libris 10236422. https://litteraturbanken.se/f%C3%B6rfattare/ShakespeareW/titlar/ShakspeareTredjeBandet/faksimil?om-boken
  -  Band 4, Konung Henrik den femte ; Konung Henrik den sjette, första delen ; Konung Henrik den sjette, andra delen. Libris 10236424. https://litteraturbanken.se/f%C3%B6rfattare/ShakespeareW/titlar/ShakspeareFjerdeBandet/faksimil?om-boken
  -  Band 5, Konung Henrik den sjette, tredje delen ; Konung Richard den tredje ; Konung Henrik den åttonde. Libris 14229241. https://litteraturbanken.se/f%C3%B6rfattare/ShakespeareW/titlar/ShakspeareFemteBandet/faksimil?om-boken
  -  Band 6, Cymbeline ; Kärt besvär förgäfves ; Som ni behagar. Libris 10236433. https://litteraturbanken.se/f%C3%B6rfattare/ShakespeareW/titlar/ShakspeareSjetteBandet/faksimil?om-boken
  -  Band 7, Timon af Athen ; Så tuktas en argbigga ; Trettondagsafton. Libris 10236438. https://litteraturbanken.se/f%C3%B6rfattare/ShakespeareW/titlar/ShakspeareSjundeBandet/faksimil?om-boken
  -  Band 8, Titus Andronicus ; Troilus och Cressida ; En vintersaga. Libris 10236439. https://litteraturbanken.se/f%C3%B6rfattare/ShakespeareW/titlar/Shakspeare%C3%85ttondeBandet/sida/1/faksimil?om-boken
  -  Band 9, Förvillelser ; Lika för lika ; Macbeth. Libris 10236441. https://litteraturbanken.se/f%C3%B6rfattare/ShakespeareW/titlar/ShakspeareNiondeBandet/sida/1/faksimil?om-boken
  -  Band 10, När slutet är godt, är allting godt ; Romeo och Julia ; Othello, mohren i Venedig. Libris 10236446. https://litteraturbanken.se/f%C3%B6rfattare/ShakespeareW/titlar/ShakspeareTiondeBandet/sida/1/faksimil?om-boken
  -  Band 11, Konung Lear ; Muntra fruarna i Windsor ; Stormen. Libris 10236451. https://litteraturbanken.se/f%C3%B6rfattare/ShakespeareW/titlar/ShakspeareElfteBandet/sida/1/faksimil?om-boken
  -  Band 12, Julius Cæsar ; Antonius och Cleopatra ; Köpmannen i Venedig. Libris 10236456. https://litteraturbanken.se/f%C3%B6rfattare/ShakespeareW/titlar/ShakspeareTolfteBandet/sida/1/faksimil?om-boken

- Shakespeares dramatiska arbeten (Reviderad upplaga av Nils Molin). Lund: Gleerup. 1925-1929. Libris 8201414
  -  Band 1, Krönikespel. 1925. Libris 168869 - Innehåll: Konung Johan ; Rickard den andre.
  -  Band 2, Krönikespel. 1925. Libris 168870 - Innehåll: Henrik den fjärde.
  -  Band 3, Krönikespel. 1925. Libris 168871 - Innehåll: Henrik den femte ; Henrik den sjätte, del 1.
  -  Band 4, Krönikespel. 1927. Libris 168872 - Innehåll: Konung Henrik den sjätte, del 2 och 3.
  -  Band 5, Krönikespel. 1927. Libris 168853 - Innehåll: Rickard den tredje ; Henrik den åttonde.
  -  Band 6, Tragedier. 1925. Libris 168846 - Innehåll: Romeo och Julia ; Hamlet.
  -  Band 7, Tragedier. 1926. Libris 168848 - Innehåll: Othello ; Konung Lear.
  -  Band 8, Tragedier. 1926. Libris 168849 - Innehåll: Macbeth ; Julius Cæsar.
  -  Band 9, Tragedier. 1926. Libris 168875 - Innehåll: Antonius och Kleopatra ; Koriolanus.
  -  Band 10, Tragedier. 1926. Libris 168876 - Innehåll: Timon av Aten ; Titus Andronicus.
  -  Band 11, Komedier och sagospel. 1927. Libris 168877 - Innehåll: Förvillelser ; Så tuktas en argbigga.
  -  Band 12, Komedier och sagospel. 1927. Libris 168861 - Innehåll: Kärt besvär förgäves ; En midsommarnattsdröm.
  -  Band 13, Komedier och sagospel. 1928. Libris 168879 - Innehåll: Två ungherrar från Verona ; Köpmannen i Venedig.
  -  Band 14, Komedier och sagospel. 1928. Libris 168880 - Innehåll: Mycket väsen för ingenting ; Muntra fruarna i Windsor.
  -  Band 15, Komedier och sagospel. 1928. Libris 168881 - Innehåll: Som ni behagar ; Trettondagsafton.
  -  Band 16, Komedier och sagospel. 1928. Libris 168882 - Innehåll: Troilus och Kressida ; När slutet är gott, är allting gott.
  -  Band 17, Komedier och sagospel. 1928. Libris 168883 - Innehåll: Lika för lika ; Cymbeline.
  -  Band 18, Komedier och sagospel. 1928. Libris 168847 - Innehåll: En vintersaga ; Stormen.
  -  [19], William Shakespeare / Walter Raleigh ; Karl August Hagberg som översättare / Nils Molin. 1929. Libris 168845

### Övriga översättningar
- Aristofanes (1834). Demagogerna : lustspel. Upsala: Palmblad & c. Libris 482748
- Ett försök till öfversättning från Victor Hugo, som ... under inseende af mag. Carl A. Hagberg, Professor Norbergianus kommer att offentligen försvaras af öfversättaren Carl Erik Schweder, stud. af Blekingska nationen, uti Carolinska academien den 1 Maj 1841. Lund, tryckt uti Berlingska boktryckeriet, 1841. 1841. Libris 10140320
- Prof på öfversättningar från Torquato Tasso, som ... under inseende af Carl Aug. Hagberg ... komma att för philosophiska gradens erhållande offentligen försvaras af Folke Wilhelm Sjöbohm ... af blekingska nationen, uti Carolinska academien den 18 juni 1844. D. I. Lund, tryckt uti Berlingska boktryckeriet, 1844. 1844. Libris bn4c9mm18cc8xn30

## Priser och utmärkelser
- 1831 – Svenska Akademiens stora pris
- 1862 – Letterstedtska priset för översättningar för hans översättningar av Shakespeare